# 卡洛利姆諾斯島

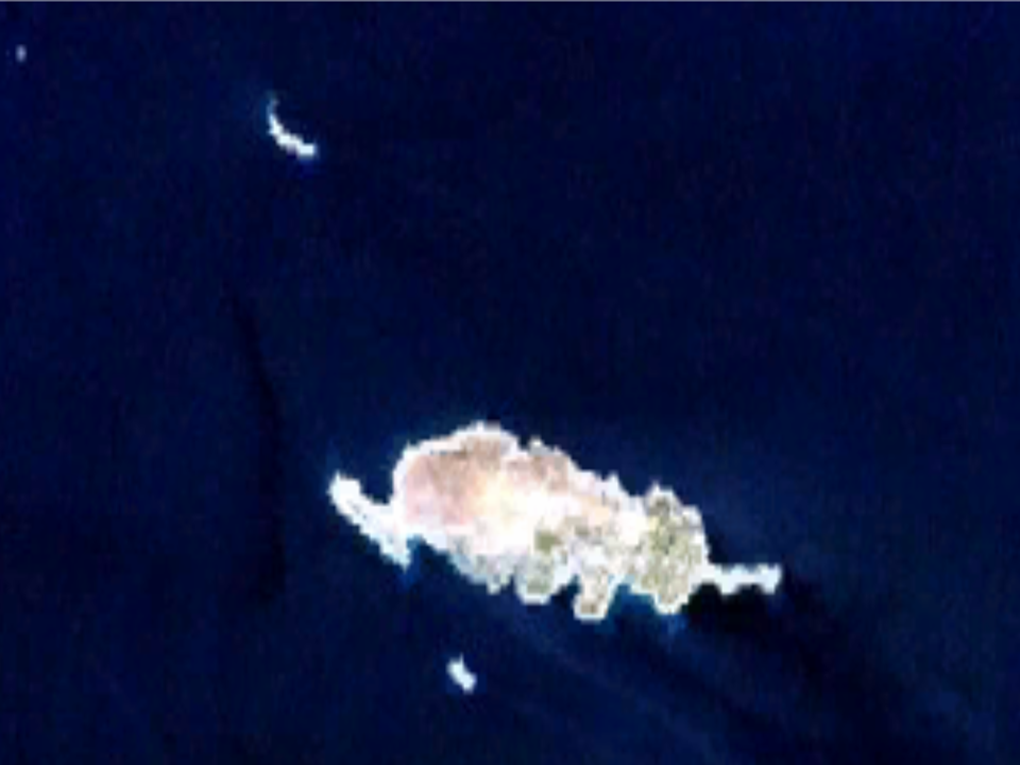
卫星图

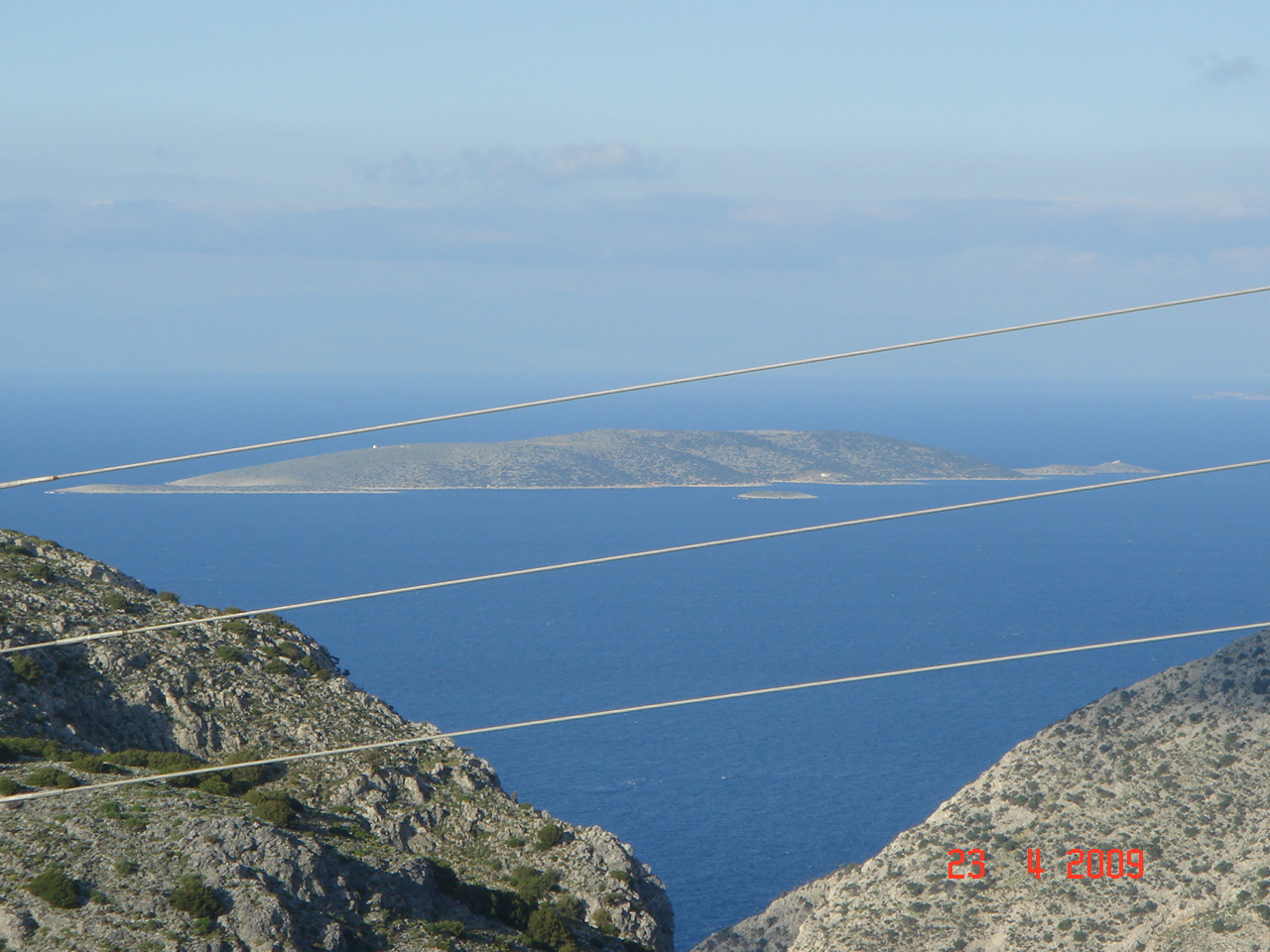
从卡利姆诺斯岛眺望卡洛利姆諾斯島

卡洛利姆諾斯島（希臘語：Καλόλιμνος）是希臘的島嶼，位於卡利姆诺斯岛和伊米亞群島之間的愛琴海，屬於佐澤卡尼索斯群島的一部分，面積1.95平方公里，2011年人口僅2人。行政上该岛属于南愛琴大區卡利姆诺斯专区的卡利姆诺斯市镇。
37°04′N 27°05′E / 37.067°N 27.083°E